# Убийства на трассе Маунгатапу
Убийства на трассе Маунгатапу (англ. Maungatapu murders) — два отдельных нападения, приведших к гибели пяти человек на трассе Маунгатапу, недалеко от Нельсона, Новая Зеландия, которые произошли 12 и 13 июня 1866 года. Четыре человека были обвинены в убийствах, трое были казнены через повешение, один — помилован после предоставления информации об убийствах и сведениях, позволивших осудить остальных участников преступной группы. Группа из четырёх человек получила название «Банда Берджесса» по имени её главаря Ричарда Берджесса. Членами банды были также Джозеф Томас Салливан, Филип Леви и Томас Келли (имя при рождении Томас Нун). Жертвами стали Джеймс Баттл, Джордж Дадли, Джон Кемпторн, Джеймс де Понтиус и Феликс Матье.

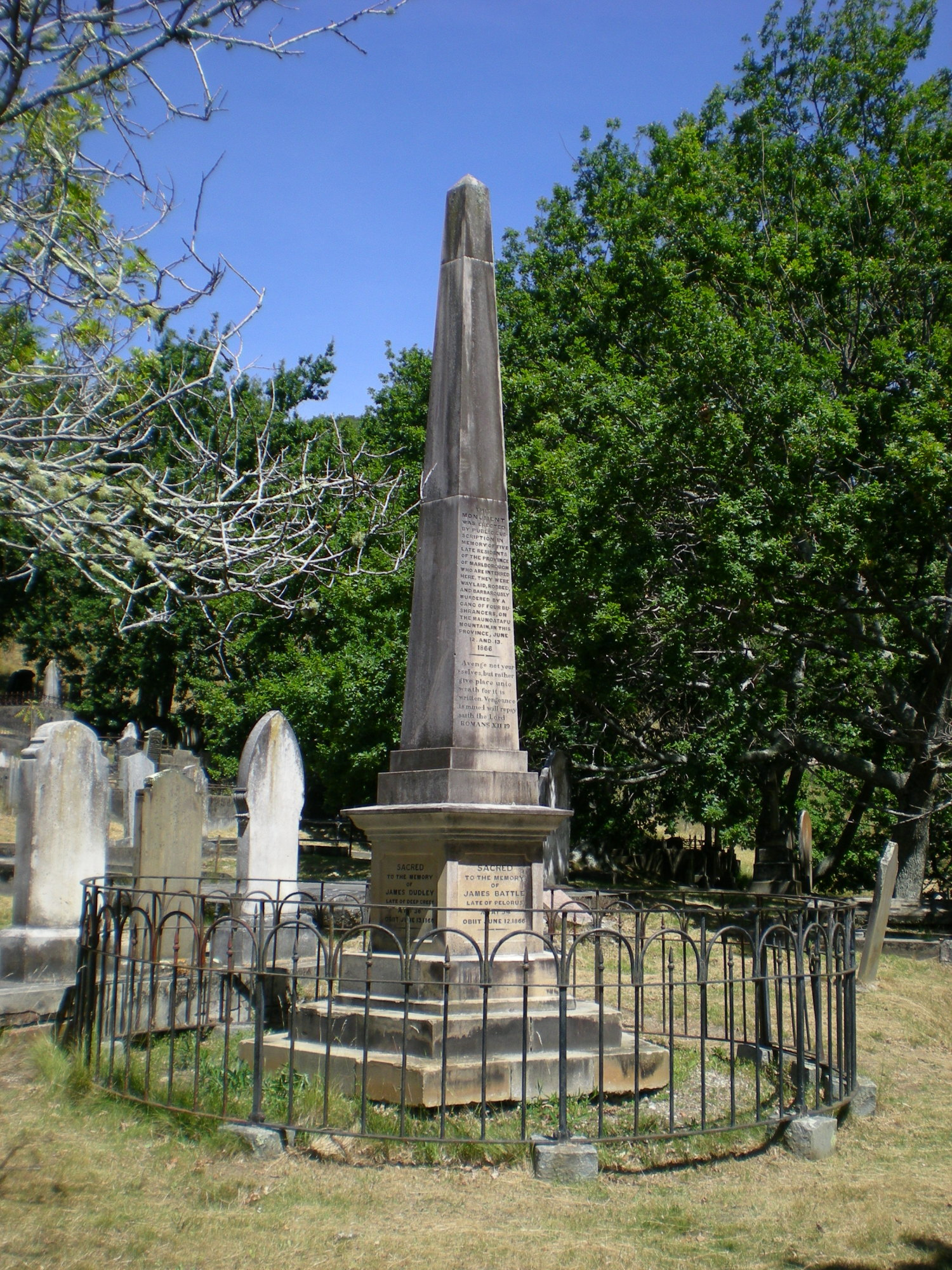
Памятник пяти жертвам убийств на кладбище Вакапуака. Маунгатапу

## Банда Берджесса
Эта преступная группа известна также как банда Бёрджесса-Келли. Первыми членами её стали Ричард Берджесс и Томас Келли. Главарём был Ричард Берджесс, первоначально известный как Ричард Хилл. Он родился в Лондоне 14 февраля 1829 года, жил со своей матерью и никогда не знал своего биологического отца, так как был незаконнорожденным. В раннем подростковом возрасте он пристрастился к карманным кражам и грабежам. Его несколько раз арестовывали и в 1847 году приговорили к высылке в Новый Южный Уэльс, Австралия. Там он преследовал золотодобытчиков и несколько раз арестовывался. Затем в поисках золота последовал в Новую Зеландию. В 1862 году Берджесс приехал в Данидин. В Отаго он встретил Томаса Нуна, позже известного как Томас Келли, с которым познакомился ещё в тюрьме в Австралии. Их быстро арестовали и приговорили к 3,5 годам заключения в Данидинской тюрьме. Освобожденные из неё в сентябре 1865 года Берджесс и Келли были сопровождены до границы провинции Отаго и направились в Хокитику. В Хокитике они встретили Салливана. У Салливана были жена и дети в Мельбурне, Австралия. Берджесс, Келли и Салливан стали соучастниками преступной группы. У Берджесса были также предыдущие дела с Филипом Леви. В Греймуте Берджесс и Леви сблизились. 6 июня 1866 года группа отправилась в Нельсон с целью ограбить несколько банков в этом районе, однако по разным причинам от этих целей они отказались. Банда обосновалась в деревне под названием Канстаун к востоку от Нельсона. Единственной дорогой, ведущей в деревню была дорога Маунгатапу.

## Преступление
В начале июня Леви узнал от местных жителей, что четверо бизнесменов переводят всё свое золото и деньги в банк в Нельсоне. Все четверо бизнесменов знали друг друга и планировали вместе осуществить планируемое 12 июня. Бандиты решили напасть на них и угрожая оружием, принудить к сдаче без сопротивления, но ограбив убить. По расчётам бандитов, они могли получить в общей сложности 1000 фунтов денег и золото.
Банда разместилась у трассы Маунгатапу в месте, которое теперь называется Скалой убийц. 12 июня Джеймс Баттл, льновод, уволился с работы и возвращался в Нельсон по дороге Маунгатапу. Поначалу дав проехать мимо, бандиты догнали Бэттла и отобрали у него три фунта 16 шиллингов, после чего задушили его и зарыли в неглубокой яме.
На следующий день примерно в 13:00 Дадли, Кемпторн, де Понтиус и Матье были остановлены бандитами. Жертвы немедленно сдались, были связаны и увезены с дороги. После того, как их ограбили (выручка составила всего 80 фунтов на члена банды), все они были убиты: Дадли задушен, Кемпторн был расстрелян вместе с де Понтиусом, в Матье выстрелили, потом зарезали, потом дострелили. Три тела были спрятаны, тело Понтиуса было засыпано камнями: если тела когда-либо будут найдены, рассуждали бандиты, первым выводом будет то, что преступление совершил де Понтиус. Бандиты пристрелили также лошадь жертв. Личные вещи и одежду убитых они сожгли в заброшенном доме и той же ночью вернулись в Нельсон.

## Арест
Знакомый погибших, Генрих Мёллер, неизвестный бандитам, планировал встретиться с Матье в Нельсоне, чтобы вернуть лошадь в Канстаун, не дождавшись встречи, он организовал поиски. Случившееся стало известно местным жителям, в Нельсон выехал Джордж Джевис. 18 июня началось следствие, и вечером того же дня был арестован Леви, а на следующий день по подозрению в убийстве были арестованы Берджесс, Салливан и Келли. Подозрение вызвало их поведение: прибыв в Нельсон с небольшими деньгами, после совершённого грабежа они устроили кутёж особенно себя не ограничивая. 20 июня поисковой группой была обнаружена убитая лошадь. 28 июня Салливан сознался в преступлении в расчёте на обещанное ему помилование (он получит ещё и 200 фунтов стерлингов). После этого, 29 июля, были обнаружены тела жертв. Салливан также сообщил полиции об убийстве Бэттла, до этого времени его исчезновение беспокойства не вызывало. Его тело было найдено 3 июля. Жертвы были перезахоронены на кладбище Вакапуака в братской могиле. Похороны стали самыми масштабными в Нельсоне из проходивших когда-либо. 9 августа Берджесс признал свою вину, попытался изобличить Салливана и снять обвинения с Леви и Келли.

## Суд
Судебный процесс начался 12 и закончился 18 сентября. Присяжные признали Берджесса, Леви и Келли виновными в убийстве и приговорили к смертной казни через повешение. Салливана помиловали, как пошедшего на сделку со следствием. Однако на начавшемся 18 сентября втором судебном процессе Салливана признали виновным в убийстве Джеймса Баттла, он был признан виновным в убийстве и также приговорен к смертной казни через повешение. Две недели спустя смертный приговор Салливану был заменен пожизненным заключением.

## Исполнение приговора
До этого преступления в Нельсоне никогда не велось дел об убийстве. Были специально сооружены виселицы, позволявшие одновременно повесить троих человек. Из Веллингтона вызвали палача. 5 октября, примерно в 8:30 Берджесс, Леви и Келли были повешены. Берджесс и Леви умерли мгновенно. С голов казнённых были выполнены маски для френологов. Неизвестно, что случилось с телами преступников, об их захоронении ходит много легенд.

## Дальнейшая судьба Салливана
Салливан был отправлен в Данидин, где отбыл семь лет своего пожизненного заключения, после чего был помилован с условием того, что он должен покинуть Новую Зеландию и никогда не возвращаться обратно. Он также не мог въехать ни в какие австралийские колонии. Салливан заехал в Мельбурн, чтобы увидеть свою жену и детей, пойман властями, и дальнейшая его судьба неизвестна. Есть оспариваемые свидетельства смерти Салливана в Окленде 16 сентября 1921 года.